# Melinda scutellata
Melinda scutellata este o specie de muște din genul Melinda, familia Calliphoridae. A fost descrisă pentru prima dată de Senior-white în anul 1923. Conform Catalogue of Life specia Melinda scutellata nu are subspecii cunoscute.